# Don Quijote (film, 1987)
A Don Quijote (eredeti cím: Don Quixote of La Mancha)  1987-ben bemutatott ausztrál televíziós rajzfilm, amely Miguel de Cervantes azonos című regénye alapján készült.

## Szereplők
| Szereplő       | Eredeti hang    | Magyar hang     |
| -------------- | --------------- | --------------- |
| Don Quijote    | Robert Helpmann | Helyey László   |
| Sancho Panza   | Chris Haywood   | Koltai Róbert   |
| Donna Isabella | Jill McKay      | Czigány Judit   |
| Don Felipe     | N/A             | Szacsvay László |
| Don Alfonso    | N/A             | Szabó Ottó      |
| Rabszállító    | N/A             | Kránitz Lajos   |
| Rabok          | N/A             | Hollósi Frigyes |
| Rabok          | N/A             | Usztics Mátyás  |
| Rabok          | N/A             | Balázsi Gyula   |
| Manuelo atya   | N/A             | Vajda László    |
| Anselo atya    | N/A             | Beregi Péter    |